# Ambulong
Ambulong es una isla filipina, perteneciente a la provincia de Mindoro Occidental.

## Toponimia
La isla puede aparecer referida con las grafías «Ambulong», «Ambulon» y «Ambolon».

## Descripción
La isla se encuentra al sudoeste de la de Ilin y la de Mindoro. Aparece descrita en el primer volumen del Diccionario geográfico, estadístico, histórico de las Islas Filipinas (1850) de Manuel Buzeta Núñez y Felipe Bravo con las siguientes palabras:

AMBULON: islita del archipiélago Filipino adyacente á la costa S. O. de la de Ilim y ambas á la S. O. de Mindoro, á cuya prov. está adscrita en lo civil, y en lo ecl. á la dióc. del arz. de Manila. Hállase su centro en los 124° 40' long., 12° 11' lat.; su mayor estension de N. O. á S. E. viene á ser de 1 leg. y de ½ de S. O. á N. E.; el desarrollo de la superficie ½ leg. cuadrada. La parte mas arribable de esta isla está al S. E. en la boca del canal que la separa de Ilim; lo demas se halla rodeado de escollos, mayormente por el S. O. donde hay un estenso bajo.
(Buzeta y Bravo, 1850, p. 290)